# Fuglsangcentret
Fuglsangcentret  er et firestjernet kursus- og konferencecenter beliggende i Fredericia. Fuglsangcentret har fået tildelt alle syv tilgængelighedssymboler, Jf. tilgængelighed for alle. Centret har modtaget en Helios pris for husets specielle arkitektur.[kilde mangler]
Fuglsangcentret er en del af hotelkæden Small Danish Hotels.
Centret er opført i 1989,  og ejet af Dansk Blindesamfund. 

## Ekstern henvisning og kilde
- Fuglsangcentrets hjemmeside Arkiveret 8. maj 2012 hos  Wayback Machine

55°33′49.54″N 9°42′30.18″Ø / 55.5637611°N 9.7083833°Ø